# بینتا دیاکیته
بینتا دیاکیته (انگلیسی: Binta Diakité؛ زادهٔ ۷ مهٔ ۱۹۸۸) بازیکن فوتبال اهل ساحل عاج است.

وی همچنین در تیم ملی فوتبال زنان ساحل عاج بازی کرده‌است.